# Mijat Marić
Mijat Marić (* 30. April 1984 in Minusio) ist ein ehemaliger Schweizer Fussballspieler.

## Karriere

### Verein
Marić begann seine Laufbahn in der Jugend der AS Minusio, bevor er zur AC Bellinzona wechselte. Später schloss er sich dem Tessiner Kantonsrivalen FC Lugano an. In der Saison 2002/03 absolvierte er 18 Spiele in der damals Nationalliga B genannten zweithöchsten Schweizer Spielklasse, wobei er zwei Tore erzielte. Nach dem Konkurs des Vereins wechselte er im März 2003 auf Leihbasis zum FC Malcantone Agno, für den er bis Saisonende sieben Partien in der damals drittklassigen 1. Liga bestritt. Die Mannschaft stieg schlussendlich in die nun Challenge League genannte zweite Liga auf. Im Sommer 2003 unterschrieb er einen Vertrag beim FC St. Gallen. In seiner Premierensaison bei den Ostschweizern kam er zu 24 Einsätzen in der erstklassigen Super League und schoss dabei ein Tor. In der folgenden Spielzeit absolvierte er erneut 24 Partien in der höchsten Schweizer Spielklasse. 2005/06 spielte er 28-mal in der Liga, in der nächsten Saison bestritt er lediglich 14 Super-League-Spiele, wobei er zwei Tore erzielte. Nach zwei weiteren Ligaeinsätzen für St. Gallen wurde er im Sommer 2007 an den Ligakonkurrenten FC Luzern verliehen. Bei den Innerschweizern kam er zu neun Partien in der Super League und verliess den Verein Ende 2007 wieder, um zum FC St. Gallen zurückzukehren. Bis Saisonende wurde er beim FCSG allerdings nicht eingesetzt. 
Im Sommer 2008 wechselte der Defensivspieler nach Italien zum Zweitligisten AC Bari, bei dem er nicht zum Einsatz kam. Anfang 2009 schloss er sich auf Leihbasis dem belgischen Zweitligisten KAS Eupen an. Im deutschsprachigen Teil Belgiens spielte er bis Saisonende 13-mal in der zweiten Liga und schoss dabei zwei Tore. Im Sommer 2009 wurde er fest verpflichtet. In der folgenden Spielzeit avancierte Marić zum Stammspieler und kam zu 36 Ligaspielen, in denen er sechs Tore erzielte. Eupen stieg über die Play-off-Runde in die 1. Division auf. Im Sommer 2010 wechselte er zu Sporting Lokeren. In Lokeren kam er ebenfalls regelmässig zum Einsatz und absolvierte bis Saisonende 32 Partien in der höchsten belgischen Spielklasse, wobei er einmal traf. In der Folgesaison spielte er 30-mal in der 1. Division und erzielte dabei vier Treffer. Im März 2012 gewann das Team den belgischen Pokalwettbewerb. In der Saison 2012/13 verpasste er keines der 40 Ligaspiele, wobei er sieben Tore schoss. In der nächsten Spielzeit kam der Schweizer zu 29 Einsätzen in der 1. Division und traf dabei einmal. Darüber hinaus gewann Lokeren im März 2014 erneut den belgischen Fussballpokal. In der Spielzeit 2014/15 spielte Marić 32-mal in der Liga und schoss dabei elf Tore, 2015/16 folgten 29 Spiele und vier Tore. In der nächsten Saison kam der Innenverteidiger zu 31 Einsätzen in der nun Division 1A genannten höchsten Spielklasse und traf dabei sechsmal. 2017/18 absolvierte er 23 Erstligaspiele, in denen er drei Tore erzielte. 
Nach vier weiteren Ligaeinsätzen für Lokeren, in denen er ein Tor schoss, kehrte er im Sommer 2018 ins Tessin zum FC Lugano zurück. Bei seinem Ex-Verein war Marić ebenfalls gesetzt und bestritt bis Saisonende 26 Spiele in der Super League. 2019/20 kam er zu 28 Partien in der höchsten Schweizer Liga und traf dabei sechsmal, in der folgenden Spielzeit schoss er in 25 Ligaspielen für die Bianconeri fünf Tore.

### Nationalmannschaft
Marić stand im Jahr 2001 einmal für die Schweizer U-16-Auswahl auf dem Platz. Später spielte er siebenmal in der U-19-Nationalmannschaft und dreimal im U-20-Team. Bis 2006 kam er zu acht Einsätzen für die U-21-Auswahl, wobei er ein Tor schoss.